# Natalya Ustinova
Pour les articles homonymes, voir Ustinova.
Natalya Ustinova (en russe : Наталья Андреевна Устинова, Natalia Andreïevna Oustinova), née le 22 décembre 1944 à Tachkent (RSS d'Ouzbékistan), est une nageuse soviétique.

## Carrière
Natalya Ustinova remporte aux Jeux olympiques de 1964 à Tokyo la médaille de bronze du relais 4 × 100 mètres quatre nages, et est éliminée en séries du 100 mètres nage libre. 
Aux championnats d'Europe de natation 1966 à Utrecht, elle fait partie du relais soviétique remportant la finale du 4 × 100 mètres nage libre.
Aux Jeux olympiques de 1968 à Mexico, elle est éliminée en séries du 100 mètres nage libre et du relais 4 × 100 mètres mètres nage libre.